# Општина Мастакани (Галац)
Мастакани (рум. Măstăcani) општина је у Румунији у округу Галац.
Oпштина се налази на надморској висини од 10 m.